# فخرالدین یوسفی
فخرالدین یوسفی (سیریلیک صربی: Фахрудин Јусуфи؛ ۸ دسامبر ۱۹۳۹ – ۹ اوت ۲۰۱۹) بازیکن و مربی فوتبال صرب‌تبار اهل یوگسلاوی بود.
از باشگاه‌هایی که در آن بازی کرده‌است می‌توان به باشگاه فوتبال آینتراخت فرانکفورت و باشگاه فوتبال پارتیزان اشاره کرد.
وی در مسابقات کشوری و بین‌المللی در مجموع برندهٔ ۱ مدال طلا، ۱ مدال نقره شده‌است.